# Aron (Mayenne)
Aron é uma comuna francesa na região administrativa da Pays de la Loire, no departamento de Mayenne. Estende-se por uma área de 32,85 km². Em 2010 a comuna tinha 1 864 habitantes (densidade: 56,7 hab./km²).